# VPV Versicherungen
Die VPV Versicherungen ist eine deutsche Versicherungsgruppe mit Sitz in Stuttgart, deren Kerngeschäft im Bereich Vorsorge und Vermögensbildung liegt.
Zu der Unternehmensgruppe gehören:
- Vereinigte Postversicherung VVaG: im Bereich Lebensversicherung und Rentenversicherung für Mitarbeiter von Postnachfolgeunternehmen. Diese Gesellschaft ist gleichzeitig oberste Muttergesellschaft der VPV Versicherungen
- VPV Lebensversicherungs-AG: im Bereich Lebensversicherung und Rentenversicherung
- VPV Allgemeine Versicherungs-AG: Haftpflicht-, Wohngebäude-, Hausrat-, Unfall- und Rechtsschutzversicherungen
- VPV Vermittlungs-GmbH: Versicherungs- und Investmentprodukte (z. B. Bausparen, Krankenversicherung) über Kooperationspartner.
- VPV Service GmbH: Unterstützung der Konzernunternehmen im Back Office
- VPV Makler Service GmbH: Maklervertrieb

Ursprünglich für Bedienstete der Post gegründet stammen auch heute noch ca. 70 % der Bestandskunden aus dem Bereich Post/Telekom. Mit einer Bilanzsumme von über 7,5 Mrd. Euro, über 500 Mitarbeitenden und einer Beitragssumme von 470 Mio. Euro gehört sie zu den mittelgroßen Versicherungen in Deutschland.

## Geschichte
Der Ursprung der VPV Versicherungsgruppe liegt in der im Jahr 1827 gegründeten Sterbekasse für die Bediensteten der Post. Sie basierte auf der Idee des Postangestellten W.H. Matthias, der ein System schaffen wollte mit dem sich Postbedienstete selbst um die finanzielle Absicherung ihrer Familie kümmern konnten. In der Satzung vereinbart wurde "bei dem Tode eines ihrer Teilnehmer dessen Hinterbliebenen eine Zahlung von 200 Reichstalern" zukommen zu lassen. 1922 wurden auch Bedienstete der Königlich Württembergischen Verkehrsanstalten mit aufgenommen, wodurch die Bahn- und Post-Sterbekasse in Stuttgart VVaG entstand. Durch Zusammenschluss mit der Berliner Postversicherung (1959), der Bayerischen Postversicherung (1982) und der Kölner Postversicherung (1998) entstand schließlich die heutige VPV Versicherungsgruppe. Die 1992 gegründete VPV Lebensversicherungs-AG machte die Versicherungsprodukte auch für Nichtmitglieder zugänglich.
Von 1999 bis 2003 war VPV offizieller Trikotsponsor des deutschen Fußballclubs 1. FC Köln.
2014 verlegten die VPV Versicherungen ihren Hauptsitz von Köln nach Stuttgart, dort ist sie seither im Stadtbezirk Weilimdorf ansässig.
Nachdem die VPV bereits seit 2019 auf Euro laufende Versicherungspolicen in Island verkaufte, expandierte sie im Sommer 2023 nach Norwegen.